# میتا مدیچی
میتا مدیچی (ایتالیایی: Mita Medici؛ زادهٔ ۲۰ اوت ۱۹۵۰) خواننده، بازیگر، سلبریتی تلویزیونی اهل ایتالیا است. ور در سال ۱۹۶۵ برندهٔ رقابت‌های میس تینیجر شد.
وی دختر هنرپیشهٔ ایتالیایی فرانکو سیلوا است و کار بازیگری‌اش را با فیلمی از لوچانو سالچه آغاز کرد. او همچنین خواننده‌ای بود که بین اواخر دههٔ ۶۰ تا اوایل دههٔ ۸۰ فعالیت می‌کرد و موفق‌ترین اثرش ترانهٔ «لا قید» بود که در سال ۱۹۷۳ در جدول موسیقی پرفروش ایتالیا رتبهٔ ۱۰ را به دست آورد.